# Aphyocharacinae
Az Aphyocharacinae a sugarasúszójú halak (Actinopterygii) osztályába, a pontylazacalakúak (Characiformes) rendjébe a pontylazacfélék (Characidae) családjába tartozó alcsalád.

## Rendszerezés
Az alcsaládba az alábbi 7 nem tartozik:
- Aphyocharax – 10 faj
- Leptagoniates – 2 faj
- Prionobrama – 2 faj
- Paragoniates – 1 faj
- Phenagoniates – 1 faj
- Rachoviscus – 2 faj
- Xenagoniates (Myers, 1942) – 1 faj

Az alcsaládba tartozó nemek rendszerezése vitatott. Egyes rendszerek csak az Aphyocharax nemet sorolják ebbe az alcsaládba. Más rendszerek ide sorolják az Inpaichthys nemet is, még a Rachoviscus nemet nem, valamint az Aphyocharacidium nemet a Rachoviscus helyett.